# Pinkpop
|  | Manglende infoboks Nogle af informationerne i denne artikel kunne med fordel samles eller opsummeres i en infoboks, som det anbefales i stilmanualen. |

Pinkpop er en årlig tre-dagespopfestival i Landgraaf (det sydlige Nederlandene), der har fundet sted fra 1970, normalt i pinsen. Frem til 2015 er den dog blevet afholdt fire gange i en anden weekend. I 2016 blev festivalen heller ikke afholdt
i pinsen.
Festivalen varer nu i tre dage og har op til cirka 68.000 mennesker om dagen. Siden den første udgave har Pinkpop haft mere end halvanden million besøgende, og mere end 500 forskellige kunstnere og bands har optrådt.
Pinkpop er den ældste, stadigt afholdte, årlige popfestival i verden.[kilde mangler] Pinkpop er i tidens løb flere gange afholdt på en anden lokation. I princippet bliver festivalen afholdt hvert år i pinsen, med undtagelse af når pinsen falder tidligt. Når dette sker bliver den afholdt i den efterfølgende weekend eller tættere på juni måned. Årsagen er at pinsen så er langt fra andre europæiske festivaler. De fleste bands er på det tidspunkt ikke begyndt på deres turnéer endnu.

## Galleri
- Pinkpop festival i 1978
- Pinkpop festival i 90'erne
- Pinkpop 2011, lørdag aften
- Telt og hovedscene (2011)
- Telt for artister (2011)
- Backstage (2011)
- Indgang til hovedscenen (2011)
- The Red Hot Chili Peppers live @ Pinkpop Festival, Landgraaf
- Pinkpop 2016
- Festivalområdet efter at publikum er gået 1993
- Festivalområdet efter at publikum er gået 1993